# Aire d'attraction de Semur-en-Auxois
L'aire d'attraction de Semur-en-Auxois est un zonage d'étude défini par l'Insee pour caractériser l’influence de la commune de Semur-en-Auxois sur les communes environnantes. Publiée en octobre 2020, elle se substitue à l'aire urbaine de Semur-en-Auxois, qui comportait 16 communes dans le zonage de 2010.

### Carte

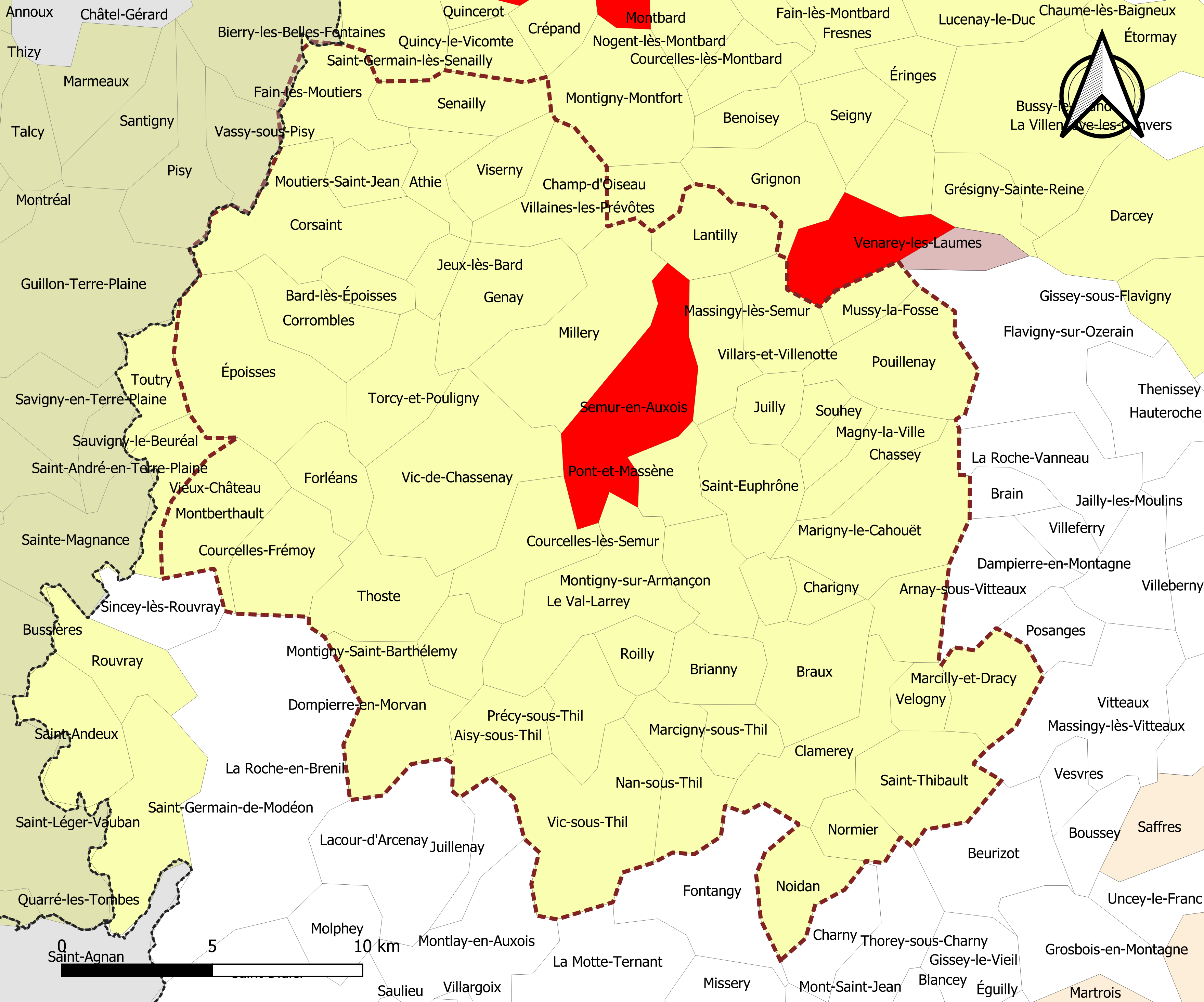
Carte de l'aire d'attraction de Semur-en-Auxois.
Commune-centre
Commune de la couronne

## Définition
L'aire d'attraction d'une ville est composée d’un pôle, défini à partir de critères de population et d’emploi ainsi que d’une couronne constituée des communes dont au moins 15 % des actifs travaillent dans le pôle. Le pôle d’attraction constitue ainsi un point de convergence des déplacements domicile-travail,.

## Géographie
L’aire d'attraction de Semur-en-Auxois est une aire intra-départementale qui comporte 54 communes dans la Côte-d'Or. 

### Composition communale
| Catégorie               | Département | Communes | Communes |
| Catégorie               | Département | Nombre   | Libellé |
| ----------------------- | ----------- | -------- | --- |
| Commune-centre          | Côte-d'Or   | 1        | Semur-en-Auxois. |
| Communes de la couronne | Côte-d'Or   | 53       | Aisy-sous-Thil, Athie, Bard-lès-Époisses, Braux, Brianny, Charigny, Chassey, Clamerey, Corrombles, Corsaint, Courcelles-Frémoy, Courcelles-lès-Semur, Dompierre-en-Morvan, Époisses, Fain-lès-Moutiers, Le Val-Larrey, Forléans, Genay, Jeux-lès-Bard, Juilly, Lantilly, Magny-la-Ville, Marcigny-sous-Thil, Marcilly-et-Dracy, Marigny-le-Cahouët, Massingy-lès-Semur, Millery, Montberthault, Montigny-Saint-Barthélemy, Montigny-sur-Armançon, Moutiers-Saint-Jean, Mussy-la-Fosse, Nan-sous-Thil, Noidan, Normier, Pont-et-Massène, Pouillenay, Précy-sous-Thil, Roilly, Sainte-Colombe-en-Auxois, Saint-Euphrône, Saint-Thibault, Senailly, Souhey, Thoste, Torcy-et-Pouligny, Velogny, Vic-de-Chassenay, Vic-sous-Thil, Villaines-les-Prévôtes, Villars-et-Villenotte, Villeneuve-sous-Charigny, Viserny. |

## Démographie
Cette aire est catégorisée dans les aires de moins de 50 000 habitants, une catégorie qui regroupe 12,2 % de la population au niveau national.